# Karel Geraerts
Karel Geraerts, né le 5 janvier 1982 à Genk en Belgique, est un footballeur international et entraîneur belge qui joue au poste de milieu de terrain. Il est actuellement l'entraîneur du Stade de Reims.

## Biographie

### Carrière de joueur

#### Club de Bruges
Karel Geraerts est formé au Club Bruges KV. Il rejoint le noyau A en 2000 mais il est barré par Timmy Simons et en janvier 2004, il est loué six mois au KSC Lokeren.

#### Standard de Liège
En juin 2004, il est transféré au Standard de Liège où il s'impose vite comme un titulaire indiscutable et devient international belge. En janvier 2007, après de longues négociations avec le club liégeois, il refuse de prolonger son contrat et attend l'expiration de celui-ci en juin. À la fin de la saison, alors qu'il est annoncé en Allemagne et en France, il décide finalement de retourner au club qui l'a formé, le FC Bruges.

#### Club de Bruges
Il y signe un contrat de cinq ans le 22 juin 2007 et devient directement un titulaire indiscutable du club. 

#### OH Louvain
En 2011, il est libéré par le club brugeois et il rejoint alors Oud-Heverlee Louvain, néo-promu en Division 1.

#### Sporting de Charleroi
Le 22 août 2014, il s'engage au Sporting de Charleroi. Après deux ans, il est laissé libre à la fin de son contrat et après six mois sans trouver de club, il annonce sa retraite sportive. 

### Carrière d'entraîneur

#### KV Ostende
Le 6 juillet 2017, Karel Geraerts devient coordinateur sportif au KV Ostende.  Il sera également en charge de l'accompagnement des joueurs.
Après le licenciement de l'entraîneur Yves Vanderhaeghe, Geraerts quitte ses fonctions le 22 septembre 2017.

#### Patro Eisden Maasmechelen
Début avril 2018, Karel Geraerts devient le nouveau conseiller sportif du club.  Il y retrouve, comme T1, l'ancien gardien des Diables Rouges Stijn Stijnen.

#### Union Saint-Gilloise

##### Adjoint (2019-2022)
Le 3 juillet 2019, il est nommé entraineur-adjoint de l'Union saint-gilloise, au même titre que Christian Beguer et assistera le nouveau T1 Thomas Christiansen.
Après le départ de l'entraîneur hispano-danois en mai 2020, Felice Mazzù est nommé comme nouvel entraîneur principal du club avec pour mission de ramener le club en Jupiler Pro League.  Karel Geraerts devient le seul T2 de l'ancien entraîneur de Charleroi et de Genk.

##### Entraineur principal (2022-2023)
Après le départ de Felice Mazzù pour le voisin, le Sporting d'Anderlecht, à l'issue de la saison 2021-2022, Geraerts devient l'entraîneur principal du club.
Il réussit brillamment sa première saison comme entraîneur principal en permettant à l' Union de finir deuxième du championnat regulier et troisième lors des "Champion Playoffs", a un point du titre, en emmenant les Unionistes jusqu'en demi-finale de la Coupe de Belgique mais surtout, en emmenant les Bruxellois jusqu'en quarts de finale de la Ligue Europa, éliminés au matche retour par le Bayer Leverkusen.
Le 21 juin 2023 l'Union annonce le départ de Geraerts à la suite d'un désaccord financier lors de négociations de prolongation.

#### Schalke 04
Le 9 octobre 2023, Karel Geraerts devient le nouvel entraîneur de Schalke 04, en 2. Bundesliga. Il y remplace Thomas Reis, limogé pour insuffisance de résultats (le club étant  16e sur 18 après 9 matches, alors que l'objectif est de remonter en Bundesliga) et a signé un contrat jusqu'en juin 2025.
Le 21 septembre 2024, il est démis de ses fonctions d'entraîneur après une sévère défaite à domicile contre SV Darmstadt 98 3 buts à 5 et un début de saison manqué avec seulement quatre points en six rencontres, un résultat considéré comme insuffisant pour la direction qui ambitionne de regagner l'élite allemande au plus vite. Le directeur sportif, Marc Wilmots, et Tim Smolders, l'entraîneur-adjoint, sont également remerciés au même moment.

#### Stade de Reims
Lors du mercato estival 2025, Karel Geraerts s'engage avec le Stade de Reims pour deux saisons, plus une en option.

## Statistiques

### Statistiques de joueur

#### En club
| Saison                | Club                  | Championnat           | Championnat | Championnat | Championnat | Coupe(s) nationale(s) | Coupe(s) nationale(s) | Coupe(s) nationale(s) | Supercoupe | Supercoupe | Supercoupe | Compétition(s) continentale(s) | Compétition(s) continentale(s) | Compétition(s) continentale(s) | Compétition(s) continentale(s) | Autres compétitions | Autres compétitions | Autres compétitions | Autres compétitions | Total | Total | Total |
| Saison                | Club                  | Division              | M.          | B.          | P.d.        | M.                    | B.                    | P.d.                  | M.         | B.         | P.d.       | Comp.                          | M.                             | B.                             | P.d.                           | Comp.               | M.                  | B.                  | P.d.                | M.    | B.    | P.d.  |
| 2000-2001             | Club Bruges KV        | Division 1            | 1           | 0           | 0           | -                     | -                     | -                     | -          | -          | -          | -                              | -                              | -                              | -                              | -                   | -                   | -                   | -                   | 1     | 0     | 0     |
| 2001-2002             | Club Bruges KV        | Division 1            | 0           | 0           | 0           | -                     | -                     | -                     | -          | -          | -          | -                              | -                              | -                              | -                              | -                   | -                   | -                   | -                   | 0     | 0     | 0     |
| 2002-2003             | Club Bruges KV        | Division 1            | 8           | 0           | 0           | 2                     | 2                     | 0                     | 1          | 0          | 0          | C3                             | 1                              | 0                              | 0                              | -                   | -                   | -                   | -                   | 12    | 2     | 0     |
| 2003-2004             | Club Bruges KV        | Division 1            | 0           | 0           | 0           | 1                     | 0                     | 0                     | -          | -          | -          | -                              | -                              | -                              | -                              | -                   | -                   | -                   | -                   | 1     | 0     | 0     |
| 2007-2008             | Club Bruges KV        | Division 1            | 31          | 5           | 2           | 1                     | 0                     | 0                     | 1          | 0          | 0          | C3                             | 2                              | 0                              | 0                              | -                   | -                   | -                   | -                   | 35    | 5     | 2     |
| 2008-2009             | Club Bruges KV        | Division 1            | 24          | 1           | 1           | 1                     | 0                     | 0                     | -          | -          | -          | C3                             | 6                              | 0                              | 0                              | -                   | -                   | -                   | -                   | 31    | 1     | 1     |
| 2009-2010             | Club Bruges KV        | Division 1            | 28          | 6           | 7           | 4                     | 1                     | 0                     | -          | -          | -          | C3                             | 12                             | 1                              | 1                              | PO1                 | 5                   | 0                   | 0                   | 49    | 8     | 8     |
| 2010-2011             | Club Bruges KV        | Division 1            | 24          | 3           | 4           | -                     | -                     | -                     | -          | -          | -          | C3                             | 6                              | 0                              | 0                              | PO1                 | 6                   | 1                   | 0                   | 36    | 4     | 4     |
| Sous-total            | Sous-total            | Sous-total            | 116         | 15          | 14          | 9                     | 3                     | 0                     | 2          | 0          | 0          | -                              | 27                             | 1                              | 1                              | -                   | 11                  | 1                   | 0                   | 165   | 20    | 15    |
| 2003-2004             | KSC Lokeren (prêt)    | Division 1            | 16          | 1           | 0           | -                     | -                     | -                     | -          | -          | -          | -                              | -                              | -                              | -                              | -                   | -                   | -                   | -                   | 16    | 1     | 0     |
| 2004-2005             | Standard de Liège     | Division 1            | 32          | 5           | 5           | 2                     | 1                     | 0                     | -          | -          | -          | C3                             | 6                              | 1                              | 0                              | -                   | -                   | -                   | -                   | 40    | 7     | 5     |
| 2005-2006             | Standard de Liège     | Division 1            | 33          | 2           | 2           | 6                     | 0                     | 0                     | -          | -          | -          | -                              | -                              | -                              | -                              | -                   | -                   | -                   | -                   | 39    | 2     | 2     |
| 2006-2007             | Standard de Liège     | Division 1            | 28          | 8           | 3           | 2                     | 0                     | 0                     | -          | -          | -          | C1+C3                          | 2+2                            | 0+0                            | 0+0                            | -                   | -                   | -                   | -                   | 34    | 8     | 3     |
| Sous-total            | Sous-total            | Sous-total            | 93          | 15          | 10          | 10                    | 1                     | 0                     | -          | -          | -          | -                              | 10                             | 1                              | 0                              | -                   | -                   | -                   | -                   | 113   | 17    | 10    |
| 2011-2012             | OH Louvain            | Division 1            | 23          | 3           | 0           | 1                     | 0                     | 0                     | -          | -          | -          | -                              | -                              | -                              | -                              | PO2                 | 2                   | 0                   | 1                   | 26    | 3     | 1     |
| 2012-2013             | OH Louvain            | Division 1            | 29          | 8           | 2           | 1                     | 0                     | 1                     | -          | -          | -          | -                              | -                              | -                              | -                              | PO2+BE              | 3+0                 | 0+0                 | 1+0                 | 33    | 8     | 4     |
| 2013-2014             | OH Louvain            | Division 1            | 27          | 2           | 4           | 1                     | 0                     | 0                     | -          | -          | -          | -                              | -                              | -                              | -                              | PO3+TF              | 1+2                 | 0+0                 | 0+0                 | 31    | 2     | 4     |
| Sous-total            | Sous-total            | Sous-total            | 79          | 13          | 6           | 3                     | 0                     | 1                     | -          | -          | -          | -                              | -                              | -                              | -                              | -                   | 8                   | 0                   | 2                   | 90    | 13    | 9     |
| 2014-2015             | Charleroi SC          | Division 1            | 17          | 1           | 1           | 1                     | 0                     | 0                     | -          | -          | -          | -                              | -                              | -                              | -                              | PO1+BE              | 5+1                 | 0+1                 | 0+0                 | 24    | 2     | 1     |
| 2015-2016             | Charleroi SC          | Division 1            | 13          | 0           | 0           | 1                     | 0                     | 0                     | -          | -          | -          | C3                             | 2                              | 0                              | 0                              | PO2+BE              | -                   | -                   | -                   | 16    | 0     | 0     |
| Sous-total            | Sous-total            | Sous-total            | 30          | 1           | 1           | 2                     | 0                     | 0                     | -          | -          | -          | -                              | 2                              | 0                              | 0                              | -                   | 6                   | 1                   | 0                   | 40    | 2     | 1     |
| Total sur la carrière | Total sur la carrière | Total sur la carrière | 334         | 45          | 31          | 24                    | 4                     | 1                     | 2          | 0          | 0          | -                              | 39                             | 2                              | 1                              | -                   | 25                  | 2                   | 2                   | 424   | 53    | 35    |

#### En sélections nationales
| Saison                | Sélection             | Phases finales        | Phases finales | Phases finales | Phases finales | Éliminatoires CDM | Éliminatoires CDM | Éliminatoires CDM | Éliminatoires EURO | Éliminatoires EURO | Éliminatoires EURO | Matchs amicaux | Matchs amicaux | Matchs amicaux | Total | Total | Total |
| Saison                | Sélection             | Compétition           | M              | B              | Pd             | M                 | B                 | Pd                | M                  | B                  | Pd                 | M              | B              | Pd             | M     | B     | Pd    |
| --------------------- | --------------------- | --------------------- | -------------- | -------------- | -------------- | ----------------- | ----------------- | ----------------- | ------------------ | ------------------ | ------------------ | -------------- | -------------- | -------------- | ----- | ----- | ----- |
| 2005-2006             | Belgique              | -                     | -              | -              | -              | 2                 | 1                 | 0                 | -                  | -                  | -                  | 4              | 1              | 1              | 6     | 2     | 1     |
| 2006-2007             | Belgique              | -                     | -              | -              | -              | -                 | -                 | -                 | 6                  | 0                  | 1                  | -              | -              | -              | 6     | 0     | 1     |
| 2007-2008             | Belgique              | -                     | -              | -              | -              | -                 | -                 | -                 | 5                  | 2                  | 0                  | 1              | 0              | 0              | 6     | 2     | 0     |
| 2009-2010             | Belgique              | -                     | -              | -              | -              | -                 | -                 | -                 | -                  | -                  | -                  | 2              | 0              | 0              | 2     | 0     | 0     |
| Total sur la carrière | Total sur la carrière | Total sur la carrière | -              | -              | -              | 2                 | 1                 | 0                 | 11                 | 2                  | 1                  | 7              | 1              | 1              | 20    | 4     | 2     |

#### Matchs internationaux
| Matchs internationaux de Karel Geraerts, | Matchs internationaux de Karel Geraerts, | Matchs internationaux de Karel Geraerts,                | Matchs internationaux de Karel Geraerts, | Matchs internationaux de Karel Geraerts, | Matchs internationaux de Karel Geraerts, | Matchs internationaux de Karel Geraerts, | Matchs internationaux de Karel Geraerts,                                        |
| #                                        | Date                                     | Lieu                                                    | Adversaire                               | Résultat                                 | Compétition                              | Club                                     | Notes                                                                           |
| ---------------------------------------- | ---------------------------------------- | ------------------------------------------------------- | ---------------------------------------- | ---------------------------------------- | ---------------------------------------- | ---------------------------------------- | ------------------------------------------------------------------------------- |
| 1                                        | 17 août 2005                             | Stade Roi Baudouin, Bruxelles, Belgique                 | Grèce                                    | V 2 - 0                                  | Match amical                             | Standard de Liège                        | Entre en jeu à la place de Émile Mpenza à la 79e minute de jeu.                 |
| 2                                        | 3 septembre 2005                         | Stade Bilino-Polje, Zenica, Bosnie-Herzégovine          | Bosnie-Herzégovine                       | D 0 - 1                                  | Éliminatoires de la Coupe du monde 2006  | Standard de Liège                        | Entre en jeu à la place de Anthony Vanden Borre à la 78e minute de jeu.         |
| 3                                        | 12 octobre 2005                          | Stade Vėtra, Vilnius, Lituanie                          | Lituanie                                 | N 1 - 1                                  | Éliminatoires de la Coupe du monde 2006  | Standard de Liège                        | Titulaire et buteur, remplacé par Anthony Vanden Borre à la 46e minute de jeu.  |
| 4                                        | 11 mai 2006                              | Wagner & Partners Stadion, Sittard, Pays-Bas            | Arabie saoudite                          | V 2 - 1                                  | Match amical                             | Standard de Liège                        | Titulaire, remplacé par Nathan D'Haemers à la 46e minute de jeu.                |
| 5                                        | 20 mai 2006                              | Stade Antona Malatinského, Trnava, Slovaquie            | Slovaquie                                | N 1 - 1                                  | Match amical                             | Standard de Liège                        | Buteur, entre en jeu à la place de Anthony Vanden Borre à la 69e minute de jeu. |
| 6                                        | 24 mai 2006                              | Fenixstadion, Genk, Belgique                            | Turquie                                  | N 3 - 3                                  | Match amical                             | Standard de Liège                        | Titulaire.                                                                      |
| 7                                        | 16 août 2006                             | Stade Constant Vanden Stock, Bruxelles, Belgique        | Kazakhstan                               | N 0 - 0                                  | Éliminatoires de l'Euro 2008             | Standard de Liège                        | Titulaire.                                                                      |
| 8                                        | 6 septembre 2006                         | Stade Républicain Vazgen-Sargsian, Erevan, Arménie      | Arménie                                  | V 1 - 0                                  | Éliminatoires de l'Euro 2008             | Standard de Liège                        | Titulaire.                                                                      |
| 9                                        | 7 octobre 2006                           | Stade de l'Étoile rouge, Belgrade, Serbie-et-Monténégro | Serbie                                   | D 0 - 1                                  | Éliminatoires de l'Euro 2008             | Standard de Liège                        | Titulaire.                                                                      |
| 10                                       | 11 octobre 2006                          | Stade Roi Baudouin, Bruxelles, Belgique                 | Azerbaïdjan                              | V 3 - 0                                  | Éliminatoires de l'Euro 2008             | Standard de Liège                        | Titulaire.                                                                      |
| 11                                       | 15 novembre 2006                         | Stade Roi Baudouin, Bruxelles, Belgique                 | Pologne                                  | D 0 - 1                                  | Éliminatoires de l'Euro 2008             | Standard de Liège                        | Titulaire, écope d'un carton jaune à la 12e minute de jeu.                      |
| 12                                       | 2 juin 2007                              | Stade Roi Baudouin, Bruxelles, Belgique                 | Portugal                                 | D 1 - 2                                  | Éliminatoires de l'Euro 2008             | Standard de Liège                        | Entre en jeu à la place de Gaby Mudingayi à la 76e minute de jeu.               |
| 13                                       | 22 août 2007                             | Stade Roi Baudouin, Bruxelles, Belgique                 | Serbie                                   | V 3 - 2                                  | Éliminatoires de l'Euro 2008             | Club Bruges KV                           | Titulaire.                                                                      |
| 14                                       | 12 septembre 2007                        | Stade central, Almaty, Kazakhstan                       | Kazakhstan                               | N 2 - 2                                  | Éliminatoires de l'Euro 2008             | Club Bruges KV                           | Titulaire et buteur, remplacé par Faris Haroun à la 77e minute de jeu.          |
| 15                                       | 17 octobre 2007                          | Stade Roi Baudouin, Bruxelles, Belgique                 | Arménie                                  | V 3 - 0                                  | Éliminatoires de l'Euro 2008             | Club Bruges KV                           | Titulaire et buteur.                                                            |
| 16                                       | 17 novembre 2007                         | Stade de Silésie, Chorzów, Pologne                      | Pologne                                  | D 0 - 2                                  | Éliminatoires de l'Euro 2008             | Club Bruges KV                           | Entre en jeu à la place de Faris Haroun à la 84e minute de jeu.                 |
| 17                                       | 21 novembre 2007                         | Stade Tofiq-Béhramov, Bakou, Azerbaïdjan                | Azerbaïdjan                              | V 1 - 0                                  | Éliminatoires de l'Euro 2008             | Club Bruges KV                           | Titulaire, remplacé par Steven Defour à la 46e minute de jeu.                   |
| 18                                       | 26 mars 2008                             | Stade Roi Baudouin, Bruxelles, Belgique                 | Maroc                                    | D 1 - 4                                  | Match amical                             | Club Bruges KV                           | Entre en jeu à la place de Vincent Kompany à la 85e minute de jeu.              |
| 19                                       | 14 novembre 2009                         | Stade Jules-Otten, Gand, Belgique                       | Hongrie                                  | V 3 - 0                                  | Match amical                             | Club Bruges KV                           | Titulaire, remplacé par Vincent Kompany à la 46e minute de jeu.                 |
| 20                                       | 17 novembre 2009                         | Stade Louis-Dugauguez, Sedan, France                    | Qatar                                    | V 2 - 0                                  | Match amical                             | Club Bruges KV                           | Entre en jeu à la place de Kevin Mirallas à la 77e minute de jeu.               |

#### Buts internationaux
| Buts internationaux de Karel Geraerts, | Buts internationaux de Karel Geraerts, | Buts internationaux de Karel Geraerts,       | Buts internationaux de Karel Geraerts, | Buts internationaux de Karel Geraerts, | Buts internationaux de Karel Geraerts,  | Buts internationaux de Karel Geraerts, | Buts internationaux de Karel Geraerts, | Buts internationaux de Karel Geraerts, | Buts internationaux de Karel Geraerts, |
| #                                      | Date                                   | Lieu                                         | Adversaire                             | Résultat                               | Compétition                             | Détail                                 | Détail                                 | Détail                                 | Cape                                   |
| -------------------------------------- | -------------------------------------- | -------------------------------------------- | -------------------------------------- | -------------------------------------- | --------------------------------------- | -------------------------------------- | -------------------------------------- | -------------------------------------- | -------------------------------------- |
| 1                                      | 12 octobre 2005                        | Stade Vėtra, Vilnius, Lituanie               | Lituanie                               | N 1 - 1                                | Éliminatoires de la Coupe du monde 2006 | 20e                                    | du pied droit                          | 0-1                                    | 3e                                     |
| 2                                      | 20 mai 2006                            | Stade Antona Malatinského, Trnava, Slovaquie | Slovaquie                              | N 1 - 1                                | Match amical                            | 76e                                    | du pied droit                          | 1-1                                    | 5e                                     |
| 3                                      | 12 septembre 2007                      | Stade central, Almaty, Kazakhstan            | Kazakhstan                             | N 2 - 2                                | Éliminatoires de l'Euro 2008            | 13e                                    | du pied droit                          | 0-1                                    | 14e                                    |
| 4                                      | 17 octobre 2007                        | Stade Roi Baudouin, Bruxelles, Belgique      | Arménie                                | V 3 - 0                                | Éliminatoires de l'Euro 2008            | 76e                                    | de la tête                             | 3-0                                    | 15e                                    |

### Statistiques d'entraîneur
| Saison                | Club                  | Championnat           | Championnat | Championnat | Championnat | Championnat | Coupe(s) nationale(s) | Coupe(s) nationale(s) | Coupe(s) nationale(s) | Coupe(s) nationale(s) | Compétition(s) continentale(s) | Compétition(s) continentale(s) | Compétition(s) continentale(s) | Compétition(s) continentale(s) | Compétition(s) continentale(s) | Autres compétitions | Autres compétitions | Autres compétitions | Autres compétitions | Autres compétitions | Total | Total | Total | Total | % Victoires |
| Saison                | Club                  | Division              | M           | V           | N           | D           | M                     | V                     | N                     | D                     | Comp.                          | M                              | V                              | N                              | D                              | Comp.               | M                   | V                   | N                   | D                   | M     | V     | N     | D     | % Victoires |
| --------------------- | --------------------- | --------------------- | ----------- | ----------- | ----------- | ----------- | --------------------- | --------------------- | --------------------- | --------------------- | ------------------------------ | ------------------------------ | ------------------------------ | ------------------------------ | ------------------------------ | ------------------- | ------------------- | ------------------- | ------------------- | ------------------- | ----- | ----- | ----- | ----- | ----------- |
| 2022-2023             | Union Saint-Gilloise  | Division 1A           | 34          | 23          | 6           | 5           | 5                     | 4                     | 0                     | 1                     | C1+C3                          | 2+10                           | 1+4                            | 0+3                            | 1+2                            | PO1                 | 6                   | 2                   | 2                   | 2                   | 57    | 35    | 11    | 11    | 60%         |
| 2023-2024             | Schalke 04            | 2. Bundesliga         | 25          | 10          | 6           | 9           | 1                     | 0                     | 0                     | 1                     | -                              | -                              | -                              | -                              | -                              | -                   | -                   | -                   | -                   | -                   | 26    | 10    | 6     | 10    | 38%         |
| 2024-2025             | Schalke 04            | 2. Bundesliga         | 6           | 1           | 1           | 4           | 1                     | 1                     | 0                     | 0                     | -                              | -                              | -                              | -                              | -                              | -                   | -                   | -                   | -                   | -                   | 7     | 2     | 1     | 4     | 29%         |
| Sous-total            | Sous-total            | Sous-total            | 31          | 11          | 7           | 13          | 2                     | 1                     | 0                     | 1                     | -                              | -                              | -                              | -                              | -                              | -                   | -                   | -                   | -                   | -                   | 33    | 12    | 7     | 14    | 36%         |
| 2025-2026             | Stade de Reims        | Ligue 2               | 2           | 1           | 1           | 0           | -                     | -                     | -                     | -                     | -                              | -                              | -                              | -                              | -                              | -                   | -                   | -                   | -                   | -                   | 2     | 1     | 1     | 0     | 50%         |
| Total sur la carrière | Total sur la carrière | Total sur la carrière | 67          | 35          | 14          | 18          | 7                     | 5                     | 0                     | 2                     | -                              | 12                             | 5                              | 3                              | 3                              | -                   | 6                   | 2                   | 2                   | 2                   | 92    | 48    | 19    | 25    | 52%         |

## Palmarès

### Palmarès de joueur
|  |  | Club Bruges KV - Championnat de Belgique (1) : - Champion : 2003 - Coupe de Belgique (1) : - Vainqueur : 2002 - Supercoupe de Belgique (1) : - Vainqueur : 2002 |